# Scylaticus gongocerus
Scylaticus gongocerus là một loài ruồi trong họ Asilidae. Scylaticus gongocerus được Londt miêu tả năm 1992. Loài này phân bố ở vùng nhiệt đới châu Phi.